# Canh cá

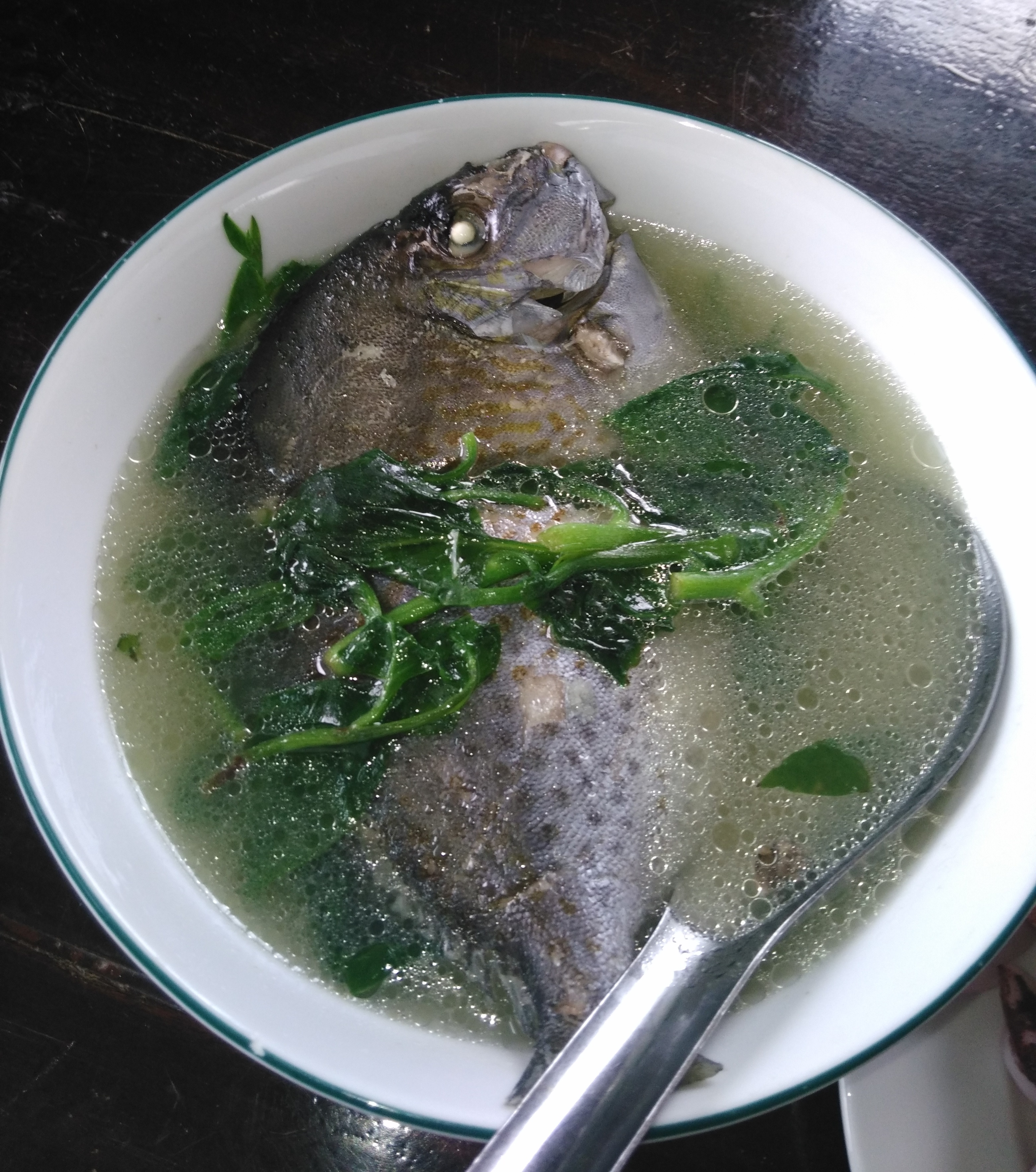
Canh cá dìa nấu mồng tơi ở Việt Nam

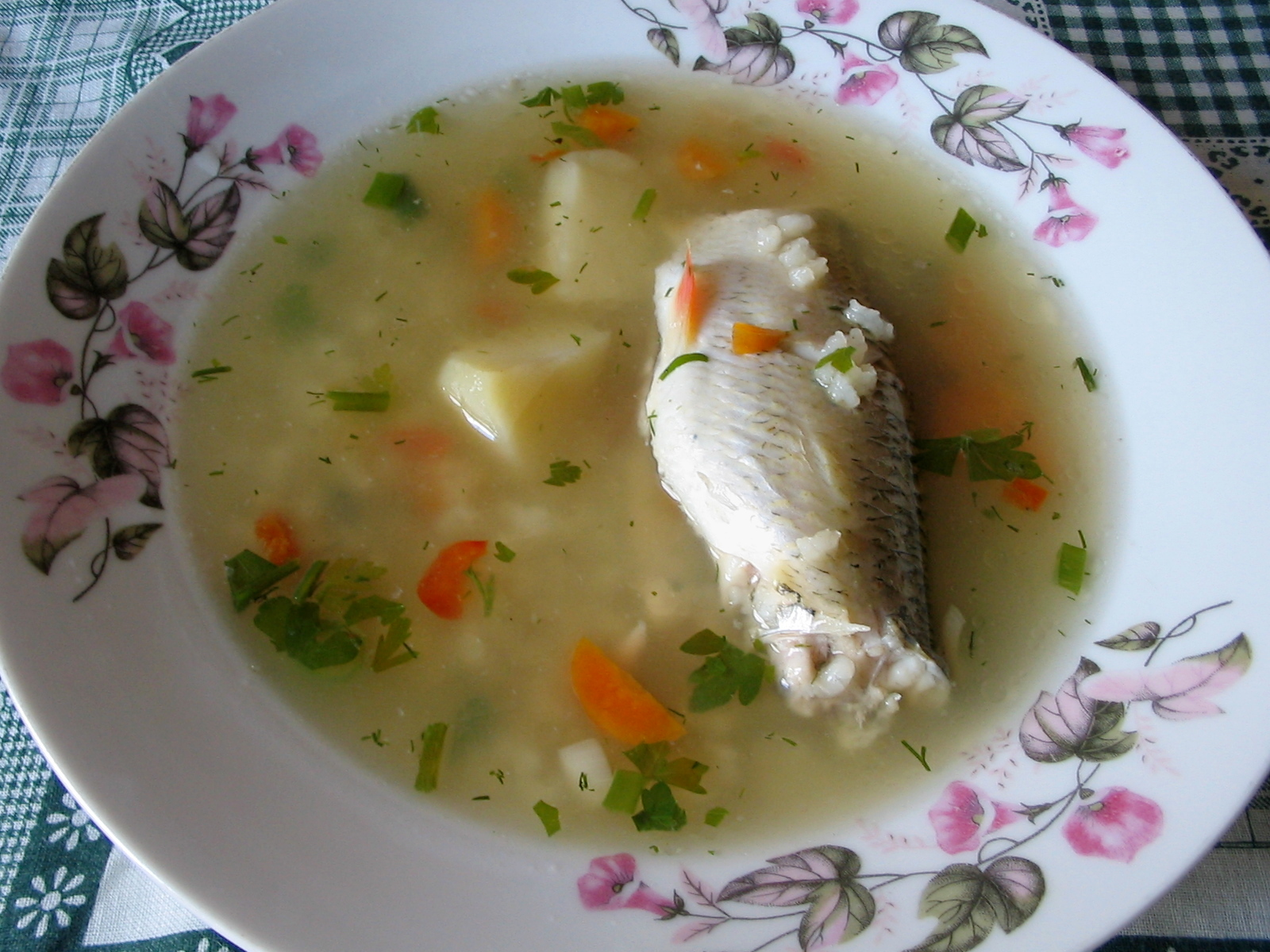
Súp cá Uha của Nga với nguyên liệu gồm cá hầm, khoai tây, cà rốt

Canh cá hay cháo cá trong ẩm thực Tây phương gọi là súp cá (Fish soup) là một loại thực phẩm được chế biến bằng cách kết hợp giữa nguyên liệu cá hoặc hải sản với rau, củ và nước dùng, nước trái cây, nước lọc hoặc chất lỏng khác. Trong ẩm thực phương Tây, súp cá nóng được đặc trưng thêm bằng cách đun sôi các thành phần rắn trong chất lỏng trong nồi cho đến khi các hương vị được chiết xuất, tạo thành nước dùng. Súp cá tương tự như món cá hầm, và trong một số trường hợp có thể không có sự phân biệt rõ ràng giữa hai loại này, tuy nhiên, súp cá thường có nhiều chất lỏng hơn món hầm. Trong ẩm thực Indonesia thì súp cá phổ biến là món canh Ikan kuah kuning.
Theo truyền thống, súp được phân thành hai nhóm chính súp trong và súp đặc, tương tự ở Việt Nam là canh cá và cháo cá. Các phân loại súp trong của Pháp đã được biết đến là bouillon và consommé. Súp đặc được phân loại tùy thuộc vào loại chất làm đặc được sử dụng: súp kem được làm từ động vật có vỏ (các loại sò ốc) xay nhuyễn hoặc rau được làm đặc với kem; súp kem có thể được làm đặc với nước sốt béchamel; và veloutés được làm dày bằng trứng, bơ và kem. Các thành phần khác thường được sử dụng để làm đặc súp và nước dùng bao gồm gạo, đậu lăng, bột mì và ngũ cốc; nhiều món súp phổ biến cũng bao gồm cà rốt và khoai tây.
Súp cá đã được làm từ rất sớm. Một số món súp được phục vụ với những miếng cá hoặc rau lớn còn lại trong chất lỏng, trong khi nước dùng là chất lỏng có hương vị thường bắt nguồn từ việc ninh nhừ một loại thực phẩm hoặc rau trong một khoảng thời gian. Bisques là súp kem nặng được chế biến theo cách truyền thống với các loài sò ốc, nhưng có thể được làm với bất kỳ loại hải sản nào hoặc rau hoặc trái cây xay nhuyễn. Súp kem là nước dùng có hương vị đặc với nước sốt trắng. Mặc dù chúng có thể được dùng riêng hoặc trong bữa ăn, nhưng dạng súp kem cô đặc, đóng hộp đôi khi được sử dụng làm nước sốt nhanh trong nhiều món ăn tiện lợi từ thịt và mì ống, chẳng hạn như thịt hầm. Tương tự như bánh quy, súp chowder là món súp đặc thường có thành phần gồm hải sản và khoai tây, sữa và kem.